# Tanja Friedenová
Tanja Friedenová (* 6. února 1976, Bern) je bývalá švýcarská snowboardistka. Má zlatou olympijskou medaili z her v Turíně z roku 2006, kdy ovládla disciplínu snowboardcross při její premiéře na olympiádě. Je známo, že ve finálovém závodě měla v kapse norskou vlaječku, jako upomínku na svou kamarádku Line Østvoldovou, snowboardistku, která tragicky zahynula při tréninku v roce 2004. Navíc její matka byla Norka a ona sama mluví plynně norsky. Jejím partnerem byl v té době americký snowboardista Seth Wescott, který získal olympijské zlato den před ní ve stejné disciplíně. Roku 2006 byla zvolena švýcarskou sportovkyní roku, v tradiční anketě švýcarských novinářů.
Kvůli zdravotním problémům s achillovkou již neobhajovala své zlato na hrách ve Vancouveru, krátce před nimi ukončila závodní kariéru. Věnovala se svému povolání učitelky na základní škole, které vykonávala i během závodění. Posléze se stala osobní koučkou a motivačním řečníkem.